# Мёртвые дочери
«Мёртвые дочери» — российский художественный кинофильм режиссёра Павла Руминова. Начало широкого проката в России — 1 февраля 2007 года.
Возрастное ограничение:
- категория информационной продукции: 18+

## Сюжет
События картины разворачиваются в Москве наших дней. Вся суть происходящего заключается в том, что существует таинственное проклятие трёх дочерей; если человек, который попадает под его влияние, в течение трёх дней совершит плохой поступок, то он умирает.
Проклятие было рождено тремя «странными» сёстрами, которые были утоплены своей же матерью; в момент смерти, от сильного гнева и родилось проклятие. Мать-убийцу поместили в психиатрическую клинику. Через 3 года за ней пришли её дочери, призраки, не знающие спокойствия и пощады, чтобы отомстить. Они убили свою мать… Один человек видел смерть женщины, тем самым он обрёк себя на смерть. По легенде, после смерти очередной жертвы проклятие дочерей переходит на того, кто видел несчастного последним.
Так и случилось с Верой, в машину к ней сел перепуганный до смерти молодой человек, Максим, и начал говорить о непонятных вещах. Вечером того же дня Макс умер загадочной смертью.
Вера поведала историю Макса пятерым своим друзьям, никто, конечно же, не воспринял её всерьёз, пока Вера не умерла…
Теперь её друзья понимают, что они связаны проклятием, что это уже не страшная сказка, это — их жизнь…
Предпринимая отчаянные попытки раскрыть тайну проклятия, друзья вступают в схватку с потусторонним миром, некоторые гибнут, некоторым удаётся спастись.

## В ролях
| Актёр              | Роль            |
| ------------------ | --------------- |
| Екатерина Щеглова  | Анна            |
| Артём Семакин      | Егор            |
| Никита Емшанов     | Никита          |
| Михаил Дементьев   | Антон           |
| Михаил Ефимов      | Степан          |
| Равшана Куркова    | Рита            |
| Дарья Чаруша       | Вера            |
| Иван Волков        | Макс            |
| Елена Морозова     | сестра          |
| Алиса Гребенщикова | (роль вырезана) |

## Восприятие
Стас Лобастов из Film.ru оценил фильм на 3 балла из 10. По его мнению, «Руминов с какой-то обреченностью соглашается с экрана, что жизнь его одногодков скучна, вяла и безынтересна». Лидия Маслова отметила: «Рекламируемый как фильм ужасов, он на самом деле представляет собой воспитательную кинозарисовку о том, как трудно молодому человеку выработать себе надёжные понятия для жизни».

## Факты
- Роль одной девочки-призрака исполнила Arashi, одна из солисток группы Unreal[5].
- В сцене с игрой в баскетбол косплееры поют песню Koi wa A La Mode из аниме Tokyo Mew Mew.
- Фильму присвоен рейтинг «R».